# Nydam Mose

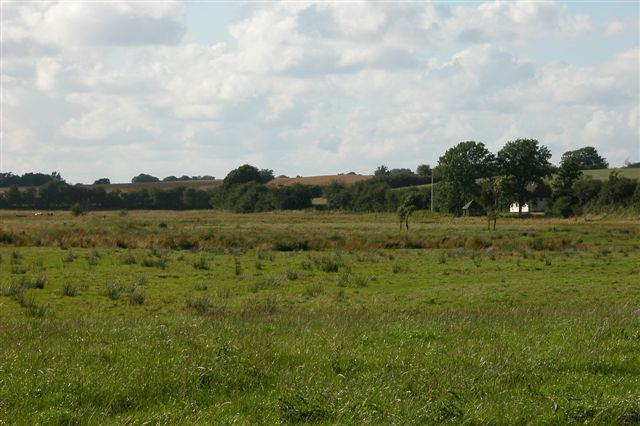
Una vista moderna di ciò che era una volta la palude Nydam

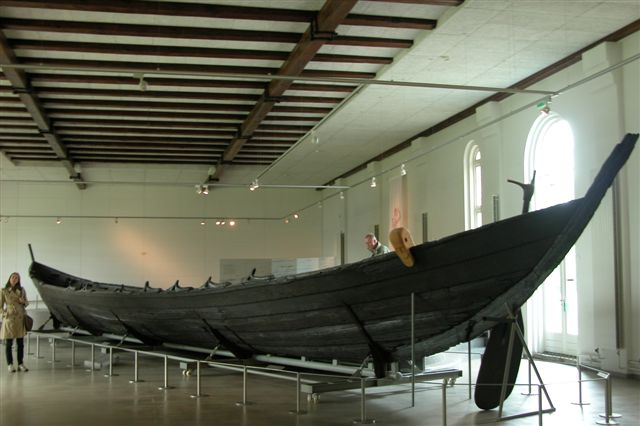
Barca di quercia rinvenuta a Nydam

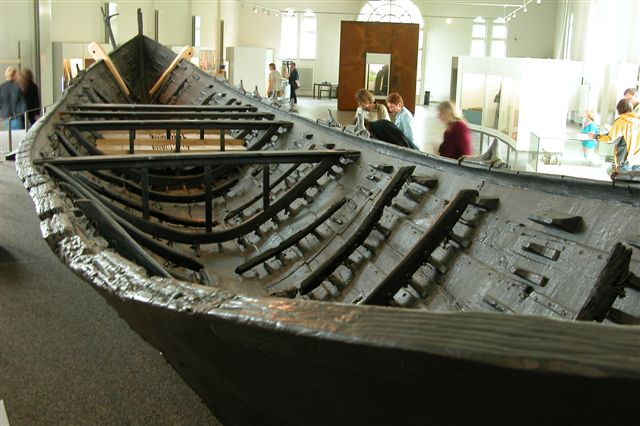
Altra vista della barca di quercia rinvenuta a Nydam

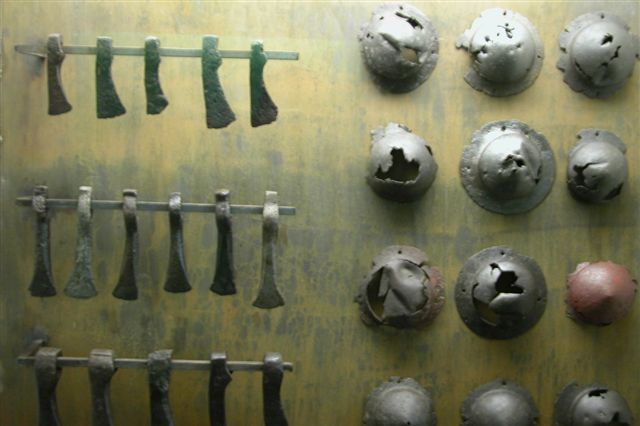
Manufatti rinvenuti nella palude Nydam

Nydam Mose (Palude Nydam) è un sito archeologico presso Øster Sottrup, un villaggio dello Sundeved, otto chilometri da Sønderborg, Danimarca.
La palude, che nell'età del ferro fu un lago sacro, era il luogo ove gli indigeni offrivano le armi e le navi dei popoli sconfitti ai loro dei. Molti oggetti furono deliberatamente distrutti (rotti o spezzati) durante il rito sacrificale. Il sito fu utilizzato dal 200 al 400 d.C. Il fascino particolare che Nydam Bog possiede rispetto alle altre paludi sacrificali deriva dal fatto che questo sito archeologico ha avuto un ruolo importante, e a volte anche drammatico, nella lotta nazionale danese per lo Jutland meridionale.
I primi ritrovamenti noti nel sito risalgono al 1830 quando un agricoltore locale diede ai suoi figli, come giocattoli, delle vecchie spade e scudi emersi dal terreno. Tra i numerosi oggetti restituiti dalla palude, bisogna citare tre barche molto conservate: una di quercia (egetræsbåden), nota come La Barca di Nydam, è esposta nel museo di Gottorp, Schleswig-Holstein, Germania. Questa nave, lunga 23 metri, è la più antica imbarcazione a remi conosciuta nel Nord Europa.

## Campagne di scavo

### Primo scavo
La prima campagna di scavo venne realizzata negli anni 1859-1863 dall'archeologo Conrad Engelhardt, il quale rinvenne armi, utensili, frammenti di capi d'abbigliamento e due barche intatte, una realizzata in quercia e l'altra in pino. Le armi comprendevano lance, archi, frecce e scudi rotondi. Sotto questi reperti furono identificati i resti di una terza barca, che apparentemente era stata già demolita nel corso della cerimonia sacrificale. Engelhardt cessò il suo lavoro a causa dello scoppio della Seconda Guerra dello Schleswig, nel 1864. Durante il conflitto vennero danneggiati e perduti diversi manufatti rinvenuti nel sito, tra i quali la seconda imbarcazione, che fu fatta a pezzi e utilizzata come combustibile dai soldati.

### Secondo scavo
Nel 1989 gli scavi furono ripresi dal Museo Nazionale della Danimarca e durarono per tutti gli anni novanta. Furono rinvenuti molti manufatti come spade, lance, archi e frecce, ma anche effetti personali come ad esempio fibbie e spille. Tutti questi reperti appartengono all'età del ferro, in un periodo compreso tra il 250 e il 550 d.C.

## La barca di Nydam
Il sito fu probabilmente utilizzato in diverse occasioni nel corso degli anni 200-450 d.C. L'imbarcazione di quercia fu la prima ad essere rinvenuta e l'unica tuttora conservata e dovrebbe risalire più o meno al 310-320 d.C. Essa è la più antica barca nordica finora rinvenuta e misura 23 metri di lunghezza e 4 metri di larghezza e ospitava 15 paia di remi con un peso complessivo stimato di circa tre tonnellate. Oggi è ospitata nel castello di Gottorp.

## La società Nydam
L'interesse per l'archeologia di Nydam Bog è sempre stata particolarmente vivace in ambito locale. Le scoperte effettuate sono state e rimangono un importante tema nel rapporto tra le culture danesi e tedesche presenti in questa regione di confine. Su questa base, la "Società per la ricerca Nydam" - comunemente conosciuta come la Società Nydam - fu costituita nel 1983. Attraverso i suoi lavori, questo gruppo di interesse ha contribuito alla ripresa degli scavi da parte del Museo Nazionale di Danimarca.
Oggi il sito è un verde prato. Il parcheggio è disponibile a Nydamvej. Da qui vi è un percorso (Nydamstien) per la piccola casa bianca, Nydamhuset che si trova accanto al sito archeologico. Ci vogliono circa 10 minuti a piedi.
Presto sarà anche realizzato un vecchio sogno della Società, quello cioè di realizzare una copia dell'imbarcazione; la barca sarà costruita utilizzando le tecniche del tempo - sia per sfruttare le caratteristiche del materiale ligneo sia per sviluppare una migliore comprensione di come le grandi navi furono costruite in quel periodo. Come modello verrà utilizzato il natante di rovere rinvenuto nel 1859 e la costruzione sarà suddivisa in due fasi:
- Prima fase: studio di fattibilità per esaminare la costruzione della barca; verranno investigate le metodologie costruttive e stabiliti i prerequisiti necessari all'impresa.
- Seconda fase: realizzazione della barca.

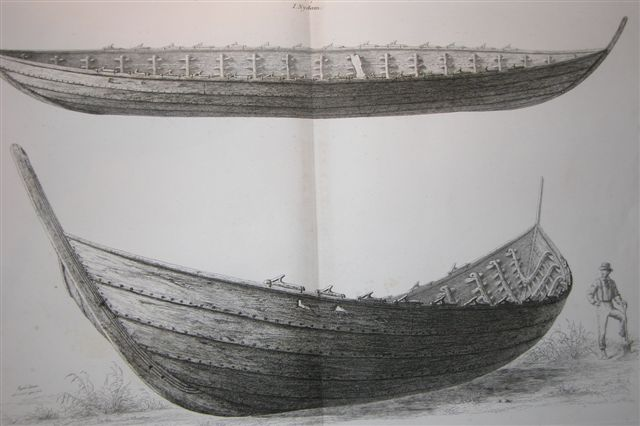
Disegni di Engelhardt
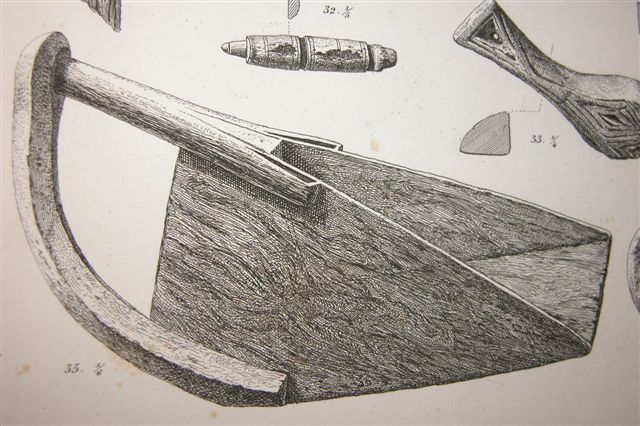
Particolari della nave di pino
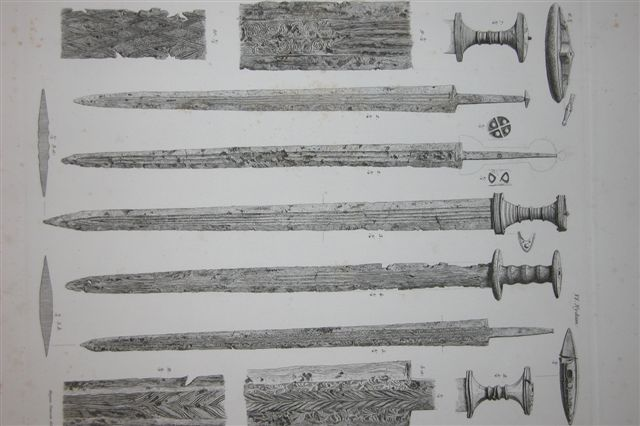
Armi
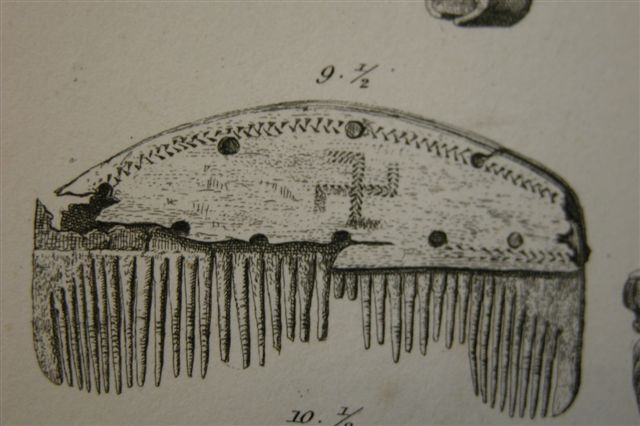
Pettine con incisa una svastica